# Emese Hunyady
Emese Hunyady (n. 4 martie 1966, Budapesta, Republica Populară Ungară) este o sportivă ce a reprezentat Ungaria, medaliată olimpică. A participat la 6 ediții ale Jocurilor Olimpice (1984, 1988, 1992, 1994, 1998, 2002) în care a câștigat o medalie de aur, o medalie de argint și o medalie de bronz.